# Paul Wyczynski
Paul Wyczynski est un historien de la littérature et un professeur canadien, né à Zelgoszcz (Pologne) le 29 juin 1921 et mort à Ottawa (Ontario) le 27 novembre 2008. Ses travaux portent principalement sur le poète québécois Émile Nelligan, auquel il a consacré une biographie monumentale et divers ouvrages solidement documentés,.

## Biographie
Paul Wyczynski effectue ses études secondaires en Pologne entre 1935 et 1939. Pendant la guerre, il interrompt ses études et participe à la fondation d'une organisation de résistance clandestine: Jaszczurka. Il fréquente par la suite le Lycée de Salzbourg (Autriche), occupé par le 11e Corps polonais, où il décroche un B.A. en 1946. Il vient en France et en 1949, il obtient une licence ès Lettres de l'Université de Lille, puis, il part pour le Canada et en 1951, obtient un D.E.S. de l'Université d'Ottawa. Il poursuit alors ses études doctorales dans cet établissement et obtient un diplôme de doctorat en 1957, avec une thèse portant sur Émile Nelligan.
En parallèle de ses études doctorales, Paul Wyczynski est chargé de cours à l'Université d'Ottawa de 1951 à 1957. Il occupe ensuite successivement les postes de professeur adjoint (1957-1960), de professeur agrégé (1960-1964) et de professeur titulaire (1964-1967). Il prend sa retraite en 1986 et est nommé professeur émérite en 1987. En plus d'enseigner à l'Université d'Ottawa, il est professeur invité à l'Université Laval (1962), à l'Université de Colombie-Britannique (1968), à l'Université de Montréal (1971-1972) et à l'Université Queen's (1977).
Les recherches de Paul Wyczynski portent sur la littérature canadienne-française. Avec Réjean Robidoux, Bernard Julien et Jean Ménard, il fonde en 1958 le Centre de recherche en littérature canadienne-française, le premier centre de recherche dédié à cette littérature. Il en est le directeur de 1958 à 1973.
Paul Wyczynski est impliqué dans plusieurs groupes et sociétés savantes. Il est membre de l'Association de littérature comparée; de la Société des écrivains canadiens-français; de la Société française d'histoire d'outre-mer; de la Société royale du Canada; de l'Ordre des francophones d'Amérique; de l'Institut polonais en Amérique du Nord; de l'Institut scientifique polonais de Londres; de l'Académie polonaise des sciences et des lettres. Il a également participé à la Commission royale d'enquête sur le bilinguisme et le biculturalisme à partir de 1963.

## Publications
Paul Wyczynski a publié plus d'une cinquantaine d'ouvrages en tant qu'auteur, coauteur et éditeur, dont:
- Émile Nelligan : Sources et originalité de son œuvre, Ottawa, Éditions de l'Université d'Ottawa, 1960, 349 p.;
- Poésie et symbole, 1965;
- François-Xavier Garneau : voyage en Angleterre et en France, dans les années 1831, 1832, 1833, texte établi, annoté et présenté par Paul Wyczynski, Éditions de l’Université d’Ottawa, 1968, 375 p.;
- Nelligan et la musique, 1971;
- Bibliographie descriptive et analytique d'Émile Nelligan, 1973;
- Albert Laberge : La Scouine, 1986;
- Émile Nelligan 1879-1941 : Biographie, Montréal, Fides, 1987, 635 p. (ISBN 9782762113822);
- Dictionnaire des auteurs de langue française en Amérique du Nord, 1989 (en collaboration)[3]
- Réjean Robidoux et Paul Wyczynski, Émile Nelligan, 1879-1941 : œuvres complètes. Vol. 1. Poésies complètes, 1896-1941, Montréal, Fides, 1991, 646 p.;
- Album Nelligan, 2002;
- Nelligan à Cacouna, Éditions EPIK, 2004, 194 p. En collaboration avec Yvan Roy.

Il a aussi collaboré à plusieurs revues et périodiques, dont : 
- Archives des lettres canadiennes;
- Cahiers du CRCCF;
- Revue de l'Université d'Ottawa;
- Canadian Literature;
- Revue d'histoire littéraire de la France;
- Revue de littérature comparée.

## Distinctions
- Membre de la société royale du Canada, 1969;
- Doctorat honoris causa, Université Laurentienne, 1978;
- Médaille Nelligan, Gouvernement du Québec et Fondation Nelligan, 1979;
- Médaille Jean-Paul II, Université catholique de Lublin, 1980;
- Médaille du Centenaire, 1982;
- Bourse Killam, 1984;
- Ordre des francophones d'Amérique, 1988;
- Doctorat honoris causa, Université Guelph, 1989;
- Doctorat honoris causa, Université Laval, 1989;
- Prix Champlain, 1989;
- Chevalier de l'Ordre des Arts et des Lettres, 1990;
- Officier de l'Ordre du Canada, 1993;
- Médaille du mérite de l'Université catholique de Lublin, 1994;
- Médaille d'honneur décernée par sa ville natale « Castrum Starigrod 1198-1998 », 1998;
- Croix de Commandeur de l'Ordre du Mérite du Gouvernement polonais, 2001;
- Haute distinction polonaise : « Chwalba Grzemislawa », 2002.